# Pablo Daniel Osvaldo
Pablo Daniel Osvaldo, född den 12 januari 1986, i Capital Federal, Buenos Aires, Argentina, är en argentinsk-italiensk före detta fotbollsspelare (anfallare).
Han spelade under sin karriär för bland annat Huracán, Atalanta, Lecce, Fiorentina, Bologna, Espanyol och Roma.
Han gjorde sitt första mål i Romatröjan den 22 september 2011 i en match mot Siena.
Juve meddelade på sin officiella hemsida den 31 januari 2014 att italienske landslagsanfallaren Pablo Osvaldo anlänt till Turin för att genomgå sin läkarundersökning. Det handlade om ett lån från Southampton säsongen ut och därefter skulle Juventus ha en köpoption.